# Станімір Сталев
Станімір Михайлов Сталев (болг. Станимир Михайлов Сталев, нар. 10 листопада 1979, Пазарджик) — болгарський футболіст, захисник.

## Життєпис
Станімір Михайлов Сталев народився 10 листопада 1979 року у місті Пазарджик. До свого переїзду в Україну захищав кольори болгарського клубу «Хебар» (Пазарджик). У 2001 році перейшов до клубу «Нива» (Тернопіль), яка в той час виступала у вищій лізі чемпіонату України. Дебютував за «Ниву» 11 березня 2001 року у програному (0:1) виїзному поєдинку 14-го туру вищої ліги чемпіонату України проти столичного ЦСКА. Колєв вийшов у стартовому складі, а на 55-ій хвилині був замінений на Дмитра Мазура. Протягом свого нетривалого перебування в українському клубі був здебільшого гравцем основи. За підсумками сезону 2000/01 років тернопільська команда вилетіла до першої ліги, але Станімір Сталев вирішив залишитися у команді. Тим не менше, під час зимової паузи сезону 2001/02 років залишив команду. Протягом свого перебування у «Ниві» зіграв 22 матчі у чемпіонатах та 1 поєдинок у кубку України.
Після від'їзду з україни інформації про його подальшу кар'єру практично немає. Відомо, що протягом сезону 2009/10 років він був граючим тренером нижчолігового болгарського клубу «Локомотив» (Септемвр).